# Mordercza maszyna
Mordercza maszyna – amerykańsko-niemiecki  film grozy z 2010 roku.

## Opis fabuły
Główna bohaterka, Tilda jest mechanikiem w policyjnym garażu w Chicago, do którego odholowywane są konfiskowane pojazdy. Pewnej nocy przywieziony zostaje dziwny pojazd. Szybko okazuje się, że samochód nie jest maszyną, ale żywą istotą, która pożera każdego, kto do niego wsiądzie. Auto może przybierać kształt innych pojazdów i dysponuje ogromną inteligencją. Tilda i jej koledzy znajdują się w śmiertelnym niebezpieczeństwie.

## Obsada
- Shannon Beckner - Tilda
- Oded Fehr - Ray
- Ryan Kennedy - Bobby
- Melanie Papalia - Maria
- John Reardon - David
- Josh Strait - Al
- Adrien Dorval - Gordy
- Alden Adair - Hector